# Aphaobius milleri
Aphaobius milleri – gatunek chrząszcza z rodziny grzybinkowatych i podrodziny zyzkowatych.

## Taksonomia
Gatunek ten opisany został po raz pierwszy w 1855 roku przez F.J. Schmidta na łamach „Verhandlungen der Zoologisch-Botanischen Gesellschaft in Wien” pod nazwą Adelops milleri. Miejscem typowym jest Vielika Pasica w słoweńskim Gronjim Igu. Do nowego rodzaju Aphaobius przeniósł go w 1878 roku Elzéar Abeille de Perrin. Stanowi dla owego rodzaju gatunek typowy. Josef Müller w I połowie XX wieku wyróżnił w obrębie tego gatunku liczne podgatunki. W rewizji Marca Bognolo i Dantego Vailatiego z 2010 roku część z nich została zsynonimizowana z podgatunkiem nominatywnym lub z Aphaobius kraussi, a część wyniesiona do rangi osobnych gatunków.
W obrębie rodzaju należy do grupy gatunków milleri wraz z: A. alphonsi, A. forojulensis, A. fortesculptus, A. grottoloi, A. kahleni, A. kaplai, A. kofleri, A. lebenbaueri, A. ljubnicensis, A. miricae i A. robustus.

## Morfologia
Chrząszcz o ciele długości od 2,7 do 3,2 mm, co stanowi przeciętne jak na przedstawiciela rodzaju rozmiary. Ubarwienie ma w całości brązowe. Głowa jest pozbawiona oczu i zaopatrzona w długie i cienkie czułki, u samca sięgające środka pokryw po rozprostowaniu do tyłu. Ich ósmy człon jest dwuipółkrotnie krótszy od poprzedniego. Przedplecze jest poprzeczne, od 1,5 do 1,7 raza szersze niż dłuższe, najszersze w tylnej ⅓, o bokach równomiernie zaokrąglonych w części przedniej i zbieżnych w części tylnej, a tylnych kątach ostrych, ale niespiczastych. Stosunek długości do szerokości jajowatych, najszerszych w połowie pokryw wynosi od 1,3 do 1,5. Powierzchnia pokryw jest poprzecznie rowkowana. Skrzydeł tylnej pary brak zupełnie. Płat środkowy edeagusa samczych genitaliów jest tak długi jak paramery i w widoku grzbietowym ma boczne brzegi części odsiebnej prawie równoległe, tylko przed samym szeroko zaokrąglonym szczytem zakrzywione i zbieżne. Dosiebna krawędź szczytowego otworu edeagusa jest wklęśnięta lub prosta.

## Ekologia i występowanie
Zyzkowaty ten zamieszkuje jaskinie, kotły erozyjne i inne siedliska podziemne. Spotykany jest w towarzystwie jaskiniowych chrząszczy z rodzajów: Anophthalmus, Typhlotrechus, Bathyscimorphus, Astagobius, Leptodirus i Oryotus.
Owad palearktyczny, południowoeuropejski, należący do najszerzej rozsiedlonych przedstawicieli rodzaju. Rozmieszczony jest od okolic słoweńskiej Ljubljany na północy po północną Chorwację na południu.